# 萧瑞臣

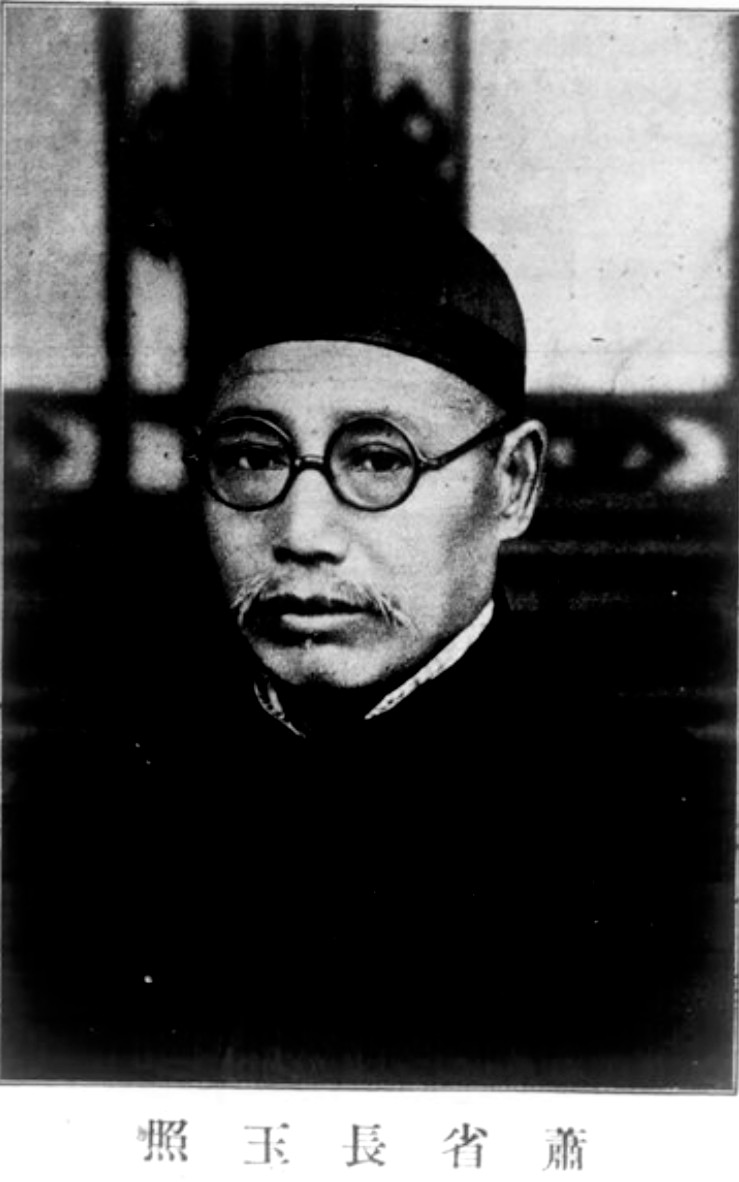
蕭瑞臣

萧瑞臣（？—？）湖北省黄州府黄冈县人，中华民国军事人物、商人，日本占领河南时期出任省长。

## 生平
萧瑞臣原是吴佩孚部师长。1920年代末，萧瑞臣在吴佩孚手下任军职。萧瑞臣系吴佩孚部将萧耀南的侄子。在国民革命军冯玉祥部进攻安阳时，萧瑞臣被俘虏，不久获释。
后来萧瑞臣同日本勾结，专事鸦片等毒品的买卖活动。
1937年11月，日军占领河南安阳后，将安阳县改为彰德县，萧瑞臣任维持会会长、县知事。同年11月27日，日军在安阳扶植成立了河南省自治政府，萧瑞臣任主席。1938年4月，日军将河南省改隶于中华民国临时政府，萧瑞臣继续担任河南省省长。1939年6月19日，萧瑞臣辞去了河南省省长职务，由陈静斋在开封继任。